# Самопше
Самопше (чеш. Samopše нем. Samopesch) — деревня и муниципалитет в районе Кутна-Горы в Центрально-Богемском регионе Чешской Республики.

## География
Деревня Самопше находится в районе Кутна-Гора, Среднечешский край, примерно в 2,5 км к юго-востоку от города Сазава. В ней проживает 173 человека. В состав поселения входят деревни Будин, Мрхоеды, Прживлаки и Тальмберк.
Она расположена на востоке региона и Праги, на небольшом расстоянии от рек Эльба и Сазава, а также на границе с Высочинским и Пардубицким регионами.

## В культуре
Воссоздание деревни XV века под названием Самопеш представлено в видеоигре Kingdom Come: Deliverance.